# Seznam polkov
Seznam polkov je krovni seznam.

## Seznami

### Številski seznam
Glavni članek: Seznam polkov po zaporednih številkah
```
  
1.
   
2.
   
3.
   
4.
   
5.
   
6.
   
7.
   
8.
   
9.
   
10.
  
11.
  
12.
  
13.
  
14.
  
15.
  
16.
  
17.
  
18.
  
19.
  
20.

  
21.
  
22.
  
23.
  
24.
  
25.
  
26.
  
27.
  
28.
  
29.
  
30.
  
31.
  
32.
  
33.
  
34.
  
35.
  
36.
  
37.
  
38.
  
39.
  
40.

  
41.
  
42.
  
43.
  
44.
  
45.
  
46.
  
47.
  
48.
  
49.
  
50.
  
51.
  
52.
  
53.
  
54.
  
55.
  
56.
  
57.
  
58.
  
59.
  
60.

  
61.
  
62.
  
63.
  
64.
  
65.
  
66.
  
67.
  
68.
  
69.
  
70.
  
71.
  
72.
  
73.
  
74.
  
75.
  
76.
  
77.
  
78.
  
79.
  
80.

  
81.
  
82.
  
83.
  
84.
  
85.
  
86.
  
87.
  
88.
  
89.
  
90.
  
91.
  
92.
  
93.
  
94.
  
95.
  
96.
  
97.
  
98.
  
99.
  
100.
```

### Poimenski seznam
- poimenski seznam polkov

### Seznam po državah in obdobjih
- seznam avstro-ogrskih polkov
- seznam britanskih polkov prve svetovne vojne
- seznam britanskih polkov druge svetovne vojne
- seznam finskih polkov druge svetovne vojne
- seznam polkov Hrvaške vojske
- seznam polkov HVO
- seznam polkov Imperialne japonske vojske
- seznam indijskih polkov
- seznam južnoafriških polkov
- seznam polkov Kopenske vojske ZDA
- seznam polkov Korpusa mornariške pehote ZDA
- seznam polkov Kraljevine Jugoslavije
- seznam libanonskih polkov
- seznam polkov Nationale Volksarmee
- seznam polkov NDH
- seznam polkov Reichswehra
- seznam polkov Slovenske vojske
- seznam ukrajinskih polkov
- seznam polkov VJ
- seznam polkov VRS
- Seznam polkov Waffen-SS
- seznam polkov Wehrmachta
- seznam polkov ZSSR